# 紅棗糕

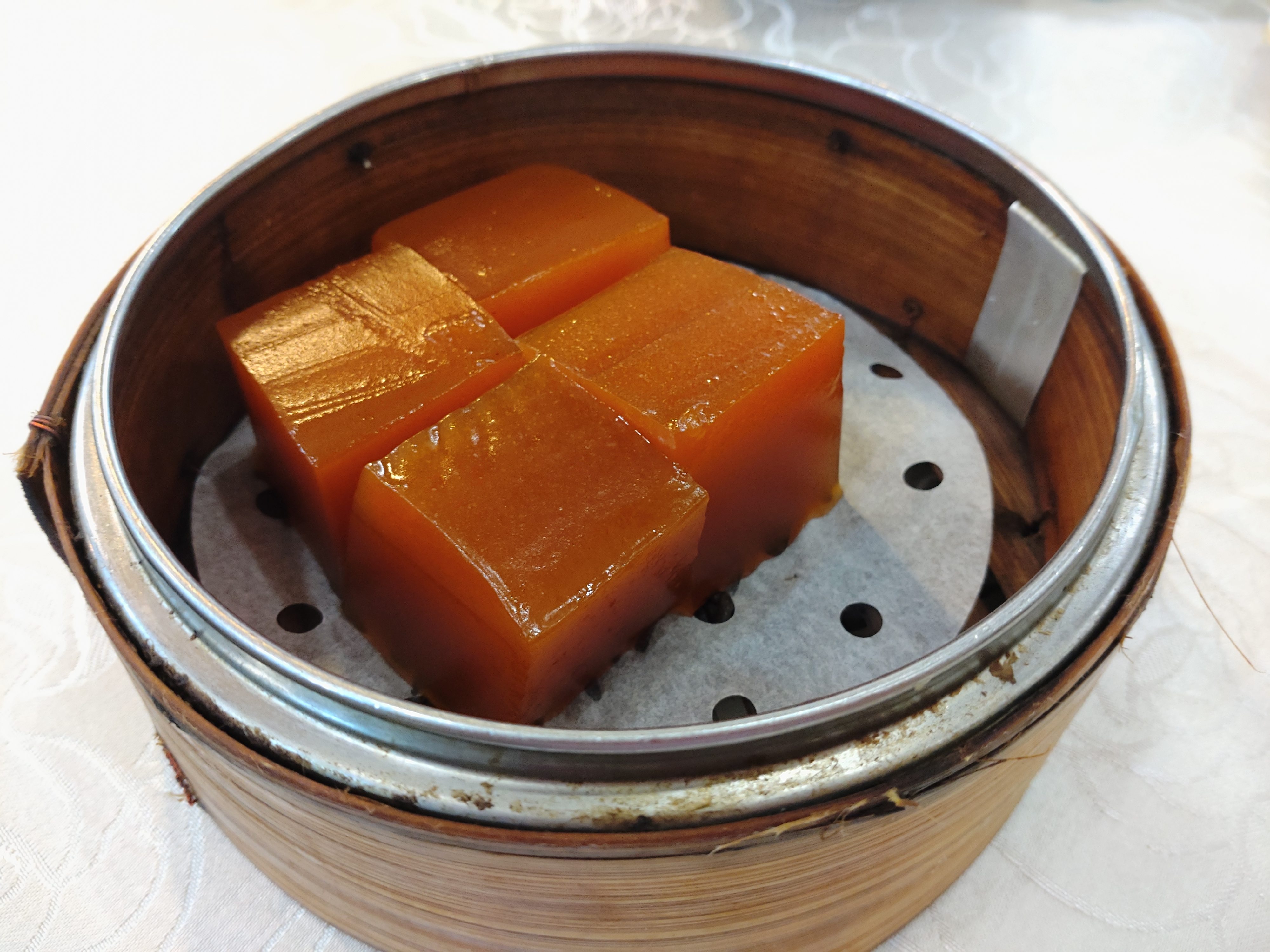
紅棗糕

紅棗糕，用紅棗和麵粉製作的一道糕點，是點心的一種，常見於廣式茶樓。主要材料包括紅棗、木薯粉、馬蹄粉、片糖、水等製成。

## 食法
紅棗糕宜蒸熱食用。

## 營養
紅棗糕含有維生素C、蛋白質、鈣、鐵等營養成分，既能補脾和胃、益氣生津，還有保護肝臟、增加肌力、養顏防衰之功效。
古老諺語有指：「每天吃三棗，青春不顯老」。另外，《本草綱目》記載︰「紅棗氣味甘平，安中養脾氣、平胃氣…補少氣、少津液、補腎健腦。」不過，易腹脹、常出現眼腫腳腫、經血量多及患糖尿病者勿吃過量。